# Roxane Fournier
Roxane Fournier (* 7. November 1991 in Soisy-sous-Montmorency) ist eine ehemalige französische Radsportlerin, die auf Straße und Bahn aktiv war.

## Sportlicher Werdegang
Im Alter von acht Jahren begann Roxane Fournier, angeregt durch das Beispiel ihres älteren Bruders. 2012 und 2013 konnte sie jeweils eine Etappe der Tour de Bretagne Féminin gewinnen und erhielt 2014  einen Vertrag beim Team Poitou-Charentes.Futuroscope.86. 2015 gewann sie mit dem Grand Prix de Dottignies ihr erstes internationales Eintagesrennen.
Ihr bis dahin größter Erfolg war der Gewinn der Bronzemedaille im Scratch bei den UEC-Bahn-Europameisterschaften 2015. Im Jahr darauf gelangen ihr mit einem Etappensieg bei der Tour of Zhoushan Island und zwei Etappensiege bei der Route de France Féminine drei Erfolge auf der Straße.
Im weiteren Verlauf ihrer Karriere erzielte Fournier mit verschiedenen Teams noch zahlreiche Top-10-Platzierungen, ein weiterer zählbarer Erfolg blieb ihr jedoch verwehrt. Im Juni 2024 beendete sie mit den nationalen Meisterschaften ihre Karriere als Radrennfahrerin und wechselte in die sportliche Leitung ihres letzten Teams.

## Erfolge

### Straße
2012
- eine Etappe Tour de Bretagne Féminin

2013
- eine Etappe Tour de Bretagne Féminin

2014
- eine Etappe Trophée d’Or Féminin

2015
- Grand Prix de Dottignies
- eine Etappe Tour of Chongming Island
- eine Etappe Tour Cycliste Féminin International de l’Ardèche

2016
- eine Etappe Tour of Zhoushan Island
- zwei Etappen Route de France Féminine

### Bahn
2011
- Junioren-Europameisterschaft – Scratch

2014
- Französische Meisterin – Mannschaftsverfolgung (mit Pascale Jeuland und Fiona Dutriaux)

2015
- Bahn-Europameisterschaften – Scratch

2016
- Französische Meisterin – Scratch, Mannschaftsverfolgung (mit Eugénie Duval, Pascale Jeuland und Coralie Demay)